# Februar 2008
Portal Geschichte | Portal Biografien | Aktuelle Ereignisse | Jahreskalender | Tagesartikel

◄ |
20. Jahrhundert |
21. Jahrhundert

◄ |
1970er |
1980er |
1990er |
2000er
| 2010er | 2020er | 2030er | ►

◄ |
2004 |
2005 |
2006 |
2007 |
2008
| 2009 | 2010 | 2011 | 2012 | ►

◄ |
November 2007 |
Dezember 2007 |
Januar 2008 |
Februar 2008 |
März 2008 |
April 2008 |
Mai 2008 |
►
Dieser Artikel behandelt tagesbezogene Nachrichten und Ereignisse im Februar 2008.

## Tagesgeschehen

### Freitag, 1. Februar 2008
- Bagdad/Irak: Bei zwei Selbstmordattentaten sterben mindestens 91 Menschen.[1]
- Pakistan: Die Vereinigten Staaten sind im Norden Pakistans militärisch aktiv und melden die Ermordung des Terroristen Abu Laith al-Libi, der als führender Kopf der Terrororganisation Al-Qaida galt.[2]

### Samstag, 2. Februar 2008
- N’Djamena/Tschad: Rebellen greifen die Hauptstadt an.[3]
- Paris/Frankreich: Der französische Staatspräsident Nicolas Sarkozy heiratet knapp vier Monate, nachdem seine Scheidung von Cécilia Ciganer-Albéniz bekanntgegeben wurde, das Model Carla Bruni.[4]

### Sonntag, 3. Februar 2008

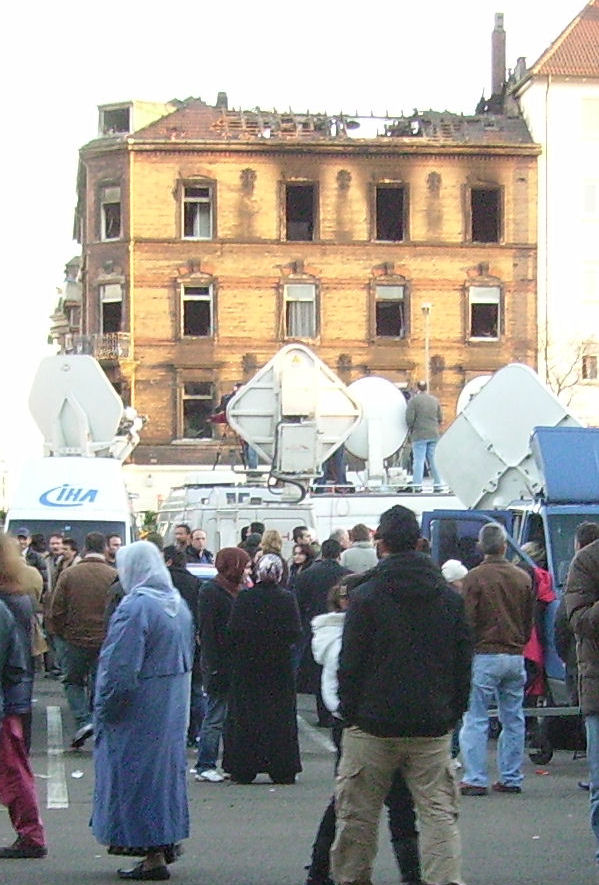
Zwei Tage nach dem Brand in Ludwigshafen

- Belgrad/Serbien: Bei der Stichwahl zur Präsidentschaftswahl zwischen Tomislav Nikolić und Boris Tadić gewinnt Tadić hauchdünn.[5]
- DR Kongo, Ruanda: Zwei Erdbeben erschüttern Zentralafrika: Das erste Beben in der Demokratischen Republik Kongo hat eine Stärke von 6,0; das zweite Beben hat eine Stärke von 5,0 Mw und erschüttert das Grenzgebiet von Kongo und Ruanda, dabei sterben mindestens 39 Menschen.[6]
- Glendale/Vereinigte Staaten: Die New York Giants gewinnen den 42. Super Bowl gegen die New England Patriots. Es ist ihr dritter Super-Bowl-Sieg und ihr siebter Meistertitel insgesamt.[7]
- Ludwigshafen/Deutschland: Bei einem Wohnhausbrand sterben neun Menschen, darunter fünf Kinder.[8]
- Washington, D.C./Vereinigte Staaten: Der Staatshaushalt soll nach dem heutigen Vorschlag der Regierung Bush mit einem Defizit von 400 Milliarden US-Dollar (276,7 Milliarden Euro) den höchsten Saldo seiner Geschichte erreichen.[9][10]

### Dienstag, 5. Februar 2008
- München/Deutschland: Nach einer Anfrage der Linksfraktion teilt die Bundesregierung mit, dass bei der Sicherheitskonferenz in München Militär im deutschen Inland eingesetzt wird, was in der Zeitung Die Zeit als eine Umgehung des Grundgesetzes bewertet wird.[11]
- Vereinigte Staaten: Nach dem „Super Tuesday“ der Vorwahlen zur Präsidentschaftswahl im November gilt John McCain als klarer Favorit und Spitzenkandidat der Republikaner. Bei der Demokratischen Partei ist die Entscheidung noch nicht gefallen. Barack Obama sieht sich weiter als „Underdog“, nachdem Hillary Clinton mehr Delegiertenstimmen erhält.[12][13]
- Vereinigte Staaten: Eine heftige Sturmfront mit Tornados, Hagel und Regen zieht über die Südstaaten hinweg, dabei sterben mindestens 54 Menschen.[14]

### Mittwoch, 6. Februar 2008
- Berlin/Deutschland: Matthias Brandt und Ulrike Krumbiegel werden als beste deutsche Schauspieler mit der Goldenen Kamera ausgezeichnet.[15]
- Paris/Frankreich: Der neuen Regierung unter Nicolas Sarkozy wird vorgeworfen die Europäische Union zu schädigen und es kommt zu diplomatischen Spannungen. Eine von Frankreich geplante Mittelmeer-Union werde die Mitgliedsstaaten der EU spalten.[16]
- Rom/Italien: Staatspräsident Giorgio Napolitano löst die Abgeordnetenkammer und den Senat des italienischen Parlaments auf, das Kabinett Prodi legt als Termine für Neuwahlen den 13. und 14. April fest.[17]

### Donnerstag, 7. Februar 2008

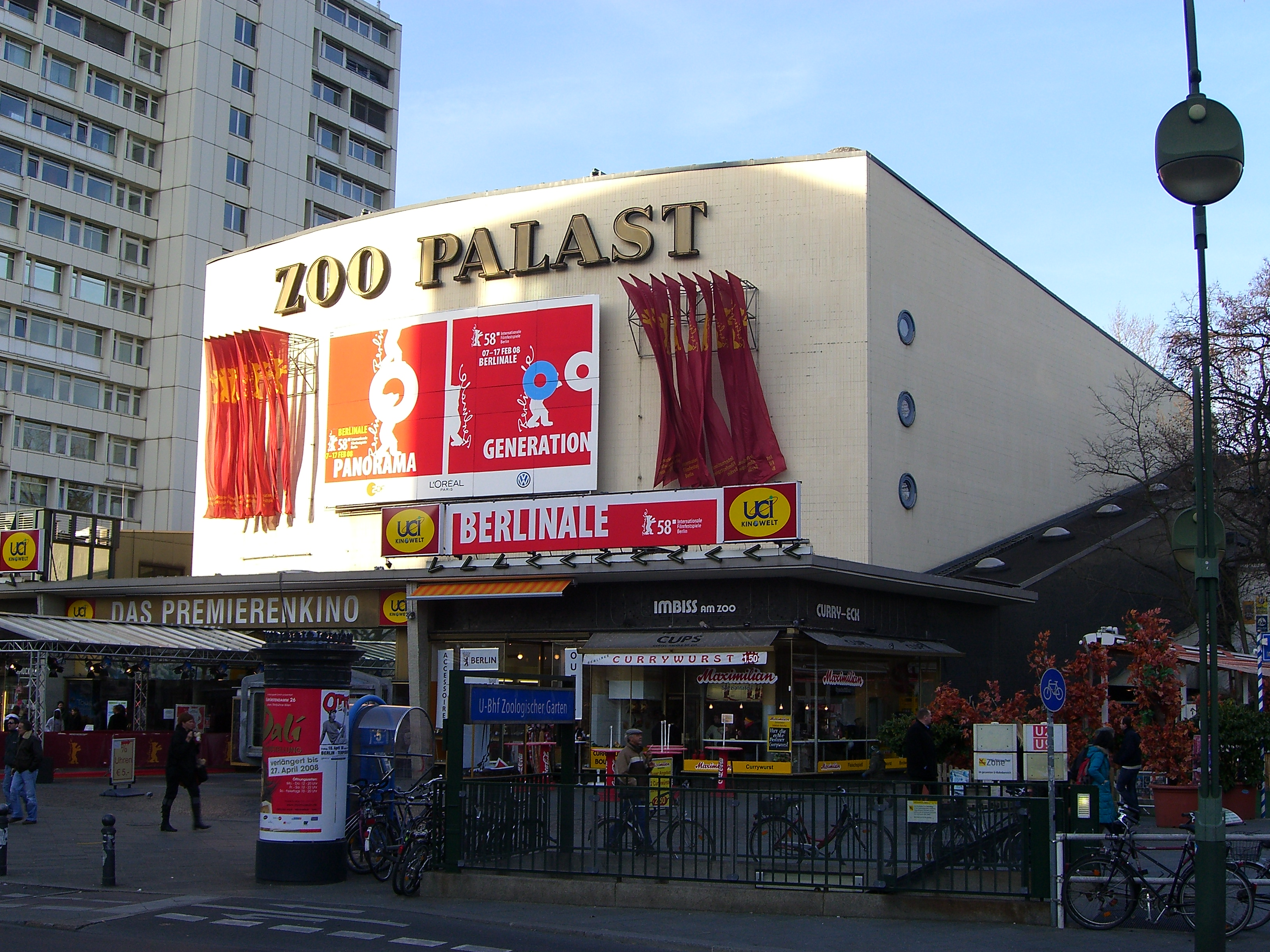
Berlinale: Der Zoo Palast steht vor dem endgültigen Aus

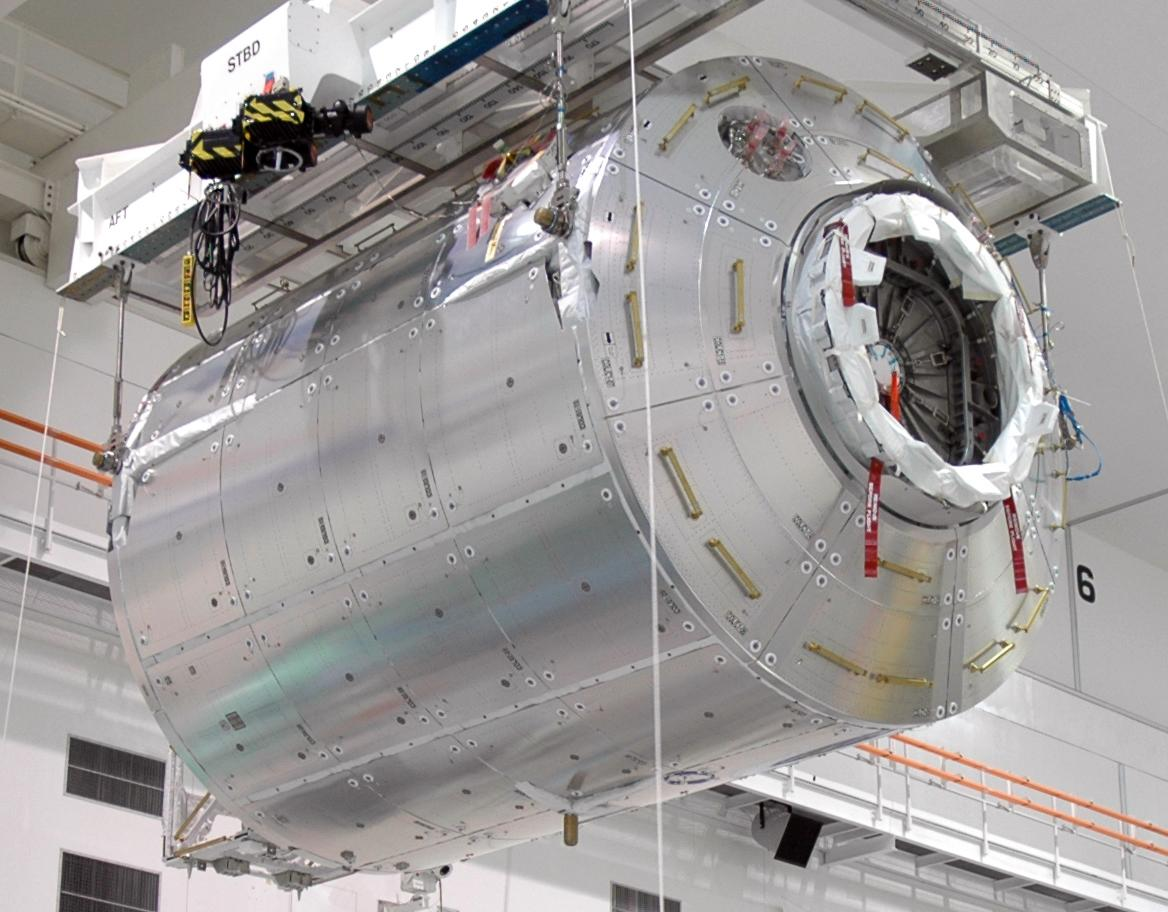
Columbus im Kennedy Space Center

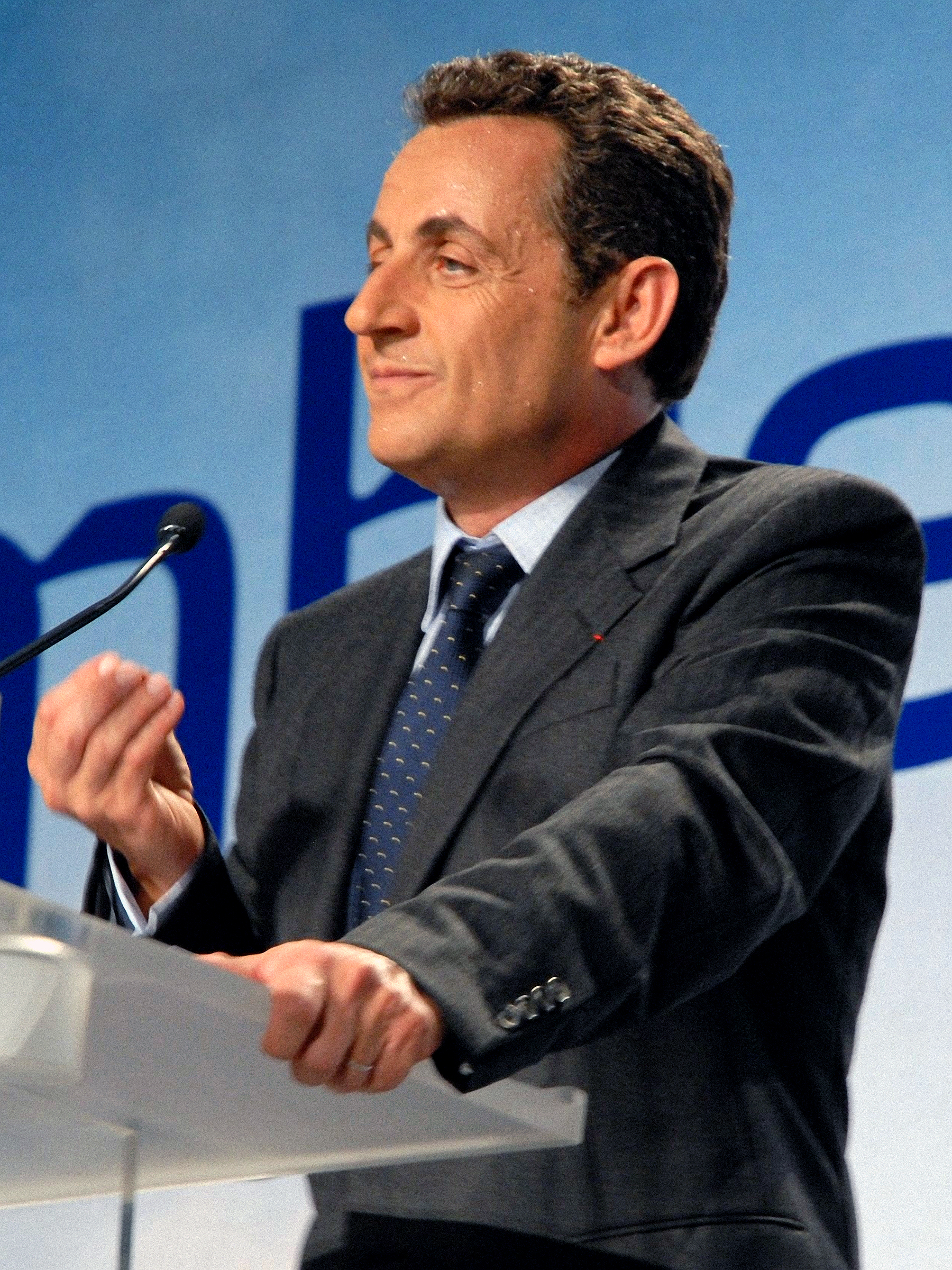
Nicolas Sarkozy

- Antarktis, Australien, Neuseeland: Eine in der Spitze 2 Minuten 12 Sekunden währende ringförmige Sonnenfinsternis kann von vielen Orten auf der Südhalbkugel aus beobachtet werden.
- Berlin/Deutschland: Die 58. Internationalen Filmfestspiele Berlin werden mit dem Film Shine a Light des Regisseurs Martin Scorsese eröffnet. Der Zoo Palast dient als Standort der „Sektion Panorama“, jedoch mahnen die Veranstalter seine Sanierung an.[18]
- Cape Canaveral/Vereinigte Staaten: Um 20.45 Uhr MEZ startet das Space Shuttle Atlantis zur Mission STS-122, die das Raumlabor Columbus zur Internationalen Raumstation bringt und dieses dort installieren soll.[19]
- Ludwigshafen/Deutschland: Der türkische Ministerpräsident Recep Tayyip Erdoğan kommt am Spätnachmittag zu dem am Sonntag abgebrannten Wohnhaus in der Innenstadt. Dort trifft er zur Besprechung auf Ministerpräsident Kurt Beck. Entgegen seinen öffentlichen Mutmaßungen der letzten Tage über Fremdenfeindlichkeit gegen Türkeistämmige kritisiert Erdoğan nun seinerseits jene türkischen Medien, die auch über Fremdenfeindlichkeit spekulierten.[20]
- Paris/Frankreich: Nach der Nationalversammlung und dem Senat ratifiziert Staatspräsident Nicolas Sarkozy den Vertrag von Lissabon der Europäischen Union. Frankreich ist das erste Land, das die Ratifizierung des Vertrags vollendet.[21]
- Wolfegg/Deutschland: Durch Presseberichte wird bekannt, dass das Mittelalterliche Hausbuch auf Schloss Wolfegg aus dem späten 15. Jahrhundert, das 350 Jahre lang auf dem Schloss verwahrt wurde, vom Chef des Hauses Johannes Graf zu Waldburg-Wolfegg für rund 20 Millionen Euro an einen nicht genannten Privatsammler verkauft wurde.

### Freitag, 8. Februar 2008
- Berlin/Deutschland: Der türkische Ministerpräsident Recep Tayyip Erdoğan stellt den Plan vor, türkische Lehrer und Professoren nach Deutschland zu schicken, um türkischsprachige Schulen und Universitäten zu gründen.[22]
- Egg/Österreich: Bei einem Brand in einem Altenheim im Bregenzerwald in Vorarlberg sterben elf Menschen.[23]
- Port Wentworth/Vereinigte Staaten: Bei der Explosion einer Zuckerfabrik in der Nähe von Savannah im US-Bundesstaat Georgia sterben mindestens sechs Menschen, mehr als 60 Menschen werden schwer verletzt.[24]

### Samstag, 9. Februar 2008
- Nikosia/Zypern: Die Präsidentschaftswahl in der Republik Zypern findet statt.
- Vereinigte Staaten: Bei den Vorwahlen zur US-Präsidentschaftswahl 2008 gewinnt Barack Obama bei der Demokratischen Partei in Louisiana, Nebraska, Washington und auf den Amerikanischen Jungferninseln und kann den Rückstand auf Hillary Clinton verkürzen; bei der Republikanischen Partei gewinnt Mike Huckabee in Kansas und knapp in Louisiana, John McCain gewinnt in Washington knapp und bleibt weiterhin Spitzenreiter.[25][26]

### Sonntag, 10. Februar 2008

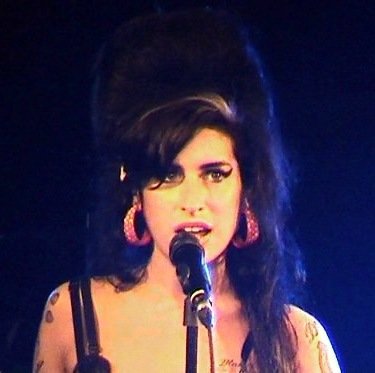
Amy Winehouse

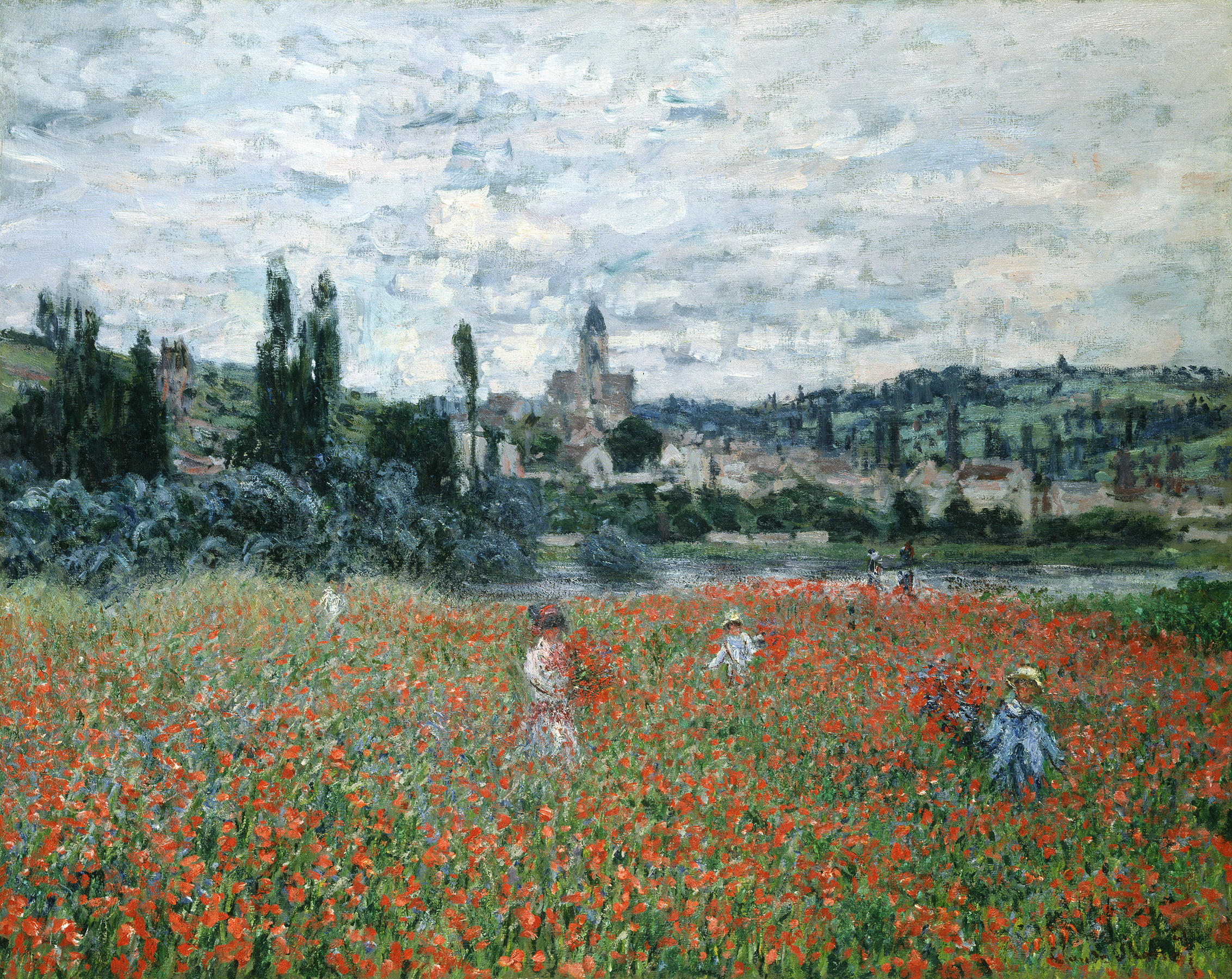
Champ de coquelicots près de Vétheuil

- Accra/Ghana: Titelverteidiger Ägypten gewinnt mit 1:0 gegen Kamerun das Finale der 26. Fußball-Afrikameisterschaft.[27]
- Augusta/Vereinigte Staaten: Barack Obama gewinnt die Vorwahl der Demokratischen Partei zur Präsidentschaftswahl in den Vereinigten Staaten 2008 in Maine und liegt nur noch knapp hinter Hillary Clinton.[28]
- Glarus/Schweiz: Pankraz Freitag wird als Ersatz für den zurückgetretenen Fritz Schiesser in den Ständerat gewählt.[29]
- London/Vereinigtes Königreich: Die Literaturverfilmung Abbitte des britischen Regisseurs Joe Wright erhält den höchsten britischen Filmpreis BAFTA Award als bester Film des Jahres zugesprochen, während der letztjährige deutschsprachige Oscar-Gewinner Das Leben der Anderen von Florian Henckel von Donnersmarck mit dem Preis für die beste nicht-englischsprachige Produktion ausgezeichnet wird.[30]
- Los Angeles/Vereinigte Staaten: Bei der Verleihung der Grammy Awards 2008 avancieren die britische Soulsängerin Amy Winehouse (5 Siege) und der US-amerikanische Hip-Hop-Musiker Kanye West (4 Siege) zu den erfolgreichsten Künstlern.[31]
- Zürich/Schweiz: Beim bislang größten bewaffneten Kunstraub Europas entwenden unbekannte Täter die Gemälde Bloeiende kastanjetak von Vincent van Gogh, Champ de coquelicots près de Vétheuil von Claude Monet, Comte Lepic et ses filles von Edgar Degas und Le garçon au gilet rouge von Paul Cézanne im Gesamtwert von 180 Millionen Schweizer Franken aus der Sammlung E. G. Bührle.[32]

### Montag, 11. Februar 2008
- Dili/Osttimor: Der Präsident Osttimors José Ramos-Horta wird bei einem Anschlag schwer verletzt.[33]

### Dienstag, 12. Februar 2008

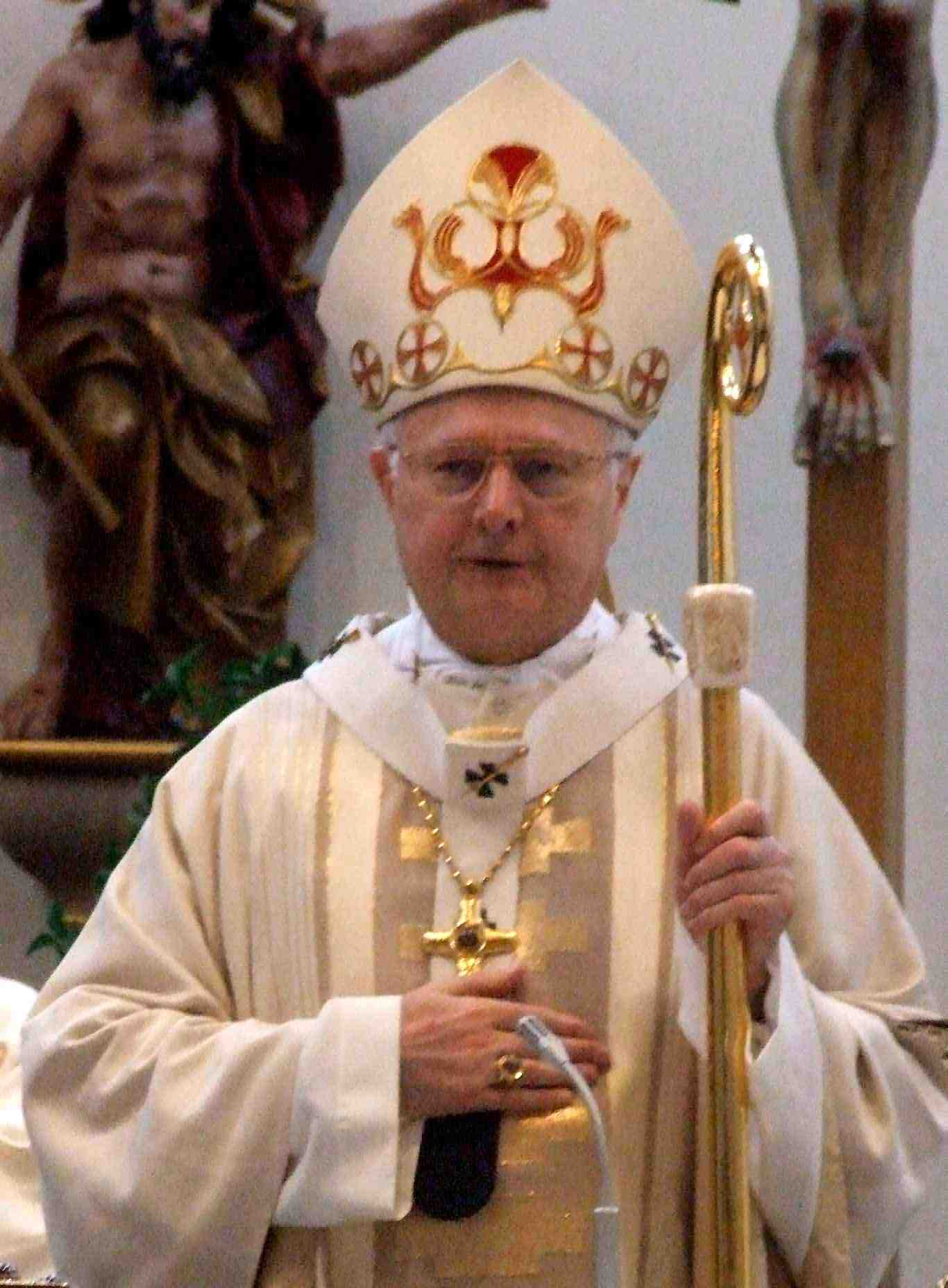
Robert Zollitsch

- Los Angeles/Vereinigte Staaten: Die Drehbuchautoren der Writers Guild of America beenden ihren mehr als drei Monate währenden Streik. Bei der Abstimmung stimmen mehr als 90 % der Autoren für ein sofortiges Ende des Streiks und damit für den vorliegenden Tarifvertrag.[34]
- Vereinigte Staaten: Bei den Vorwahlen zur US-Präsidentschaftswahl 2008 gewinnt bei der Demokratischen Partei Barack Obama auch die Vorwahlen in Maryland, Virginia und Washington, D.C., und verfügt in der Summe aller Vorwahlen derzeit über die meisten Delegiertenstimmen. John McCain von der Republikanischen Partei gewinnt in denselben Gebieten ebenfalls alle Abstimmungen.[35]
- Würzburg/Deutschland: Der Erzbischof von Freiburg im Breisgau Robert Zollitsch wird auf der Frühjahrsvollversammlung der deutschen Bischöfe zum Nachfolger von Karl Lehmann als Vorsitzender der Deutschen Bischofskonferenz gewählt.[36]

### Mittwoch, 13. Februar 2008
- Wiesbaden/Deutschland: Die hessische Kultusministerin Karin Wolff kündigt ihren Rücktritt an und wird auch in einer neuen hessischen Landesregierung nicht mehr zur Verfügung stehen.[37]

### Donnerstag, 14. Februar 2008
- Berlin/Deutschland: Der Deutsche Bundestag verabschiedet ein Gesetz zur Neuregelung des Rechts der Erneuerbaren Energien im Strombereich, wonach der Anteil Erneuerbarer Energien an der deutschen Stromversorgung auf 25 bis 30 Prozent im Jahre 2020 erhöht werden soll.[38]
- Bonn, Köln/Deutschland: Der Vorstandsvorsitzende der Deutschen Post AG Klaus Zumwinkel wird verdächtigt, eine Million Euro Steuern hinterzogen zu haben. Sein Büro in Bonn sowie sein Privathaus in Köln werden durchsucht. Ein Haftbefehl gegen ihn wird nicht vollstreckt, da sich Zumwinkel kooperativ zeigt und eine Sicherheitsleistung anbietet.[39]
- DeKalb/Vereinigte Staaten: Bei einem Amoklauf an der Northern Illinois University erschießt ein schwarzgekleideter Schütze fünf Personen und anschließend sich selbst. 16 weitere Personen werden verletzt. Bei dem Schützen handelte es sich um einen ehemaligen Studenten der Universität.[40]

### Freitag, 15. Februar 2008
- Chicago/Vereinigte Staaten: Der Multimillionär Steve Fossett, der seit fünf Monaten als vermisst gilt, wird von einem Gericht in den USA für tot erklärt. Er startete am 3. September mit einem Kleinflugzeug in Nevada und verschwand dann spurlos. Fossett war berühmt für seine waghalsigen Weltrekordversuche.

### Samstag, 16. Februar 2008
- Berlin/Deutschland: Die 58. Filmfestspiele von Berlin enden mit der Vergabe des Goldenen Bären an den brasilianischen Beitrag Tropa de Elite von José Padilha. Mit Silbernen Bären werden u. a. die Schauspieler Sally Hawkins (Happy-Go-Lucky) und Reza Naji (The Song of Sparrows), sowie der Oscar-nominierte US-amerikanische Regisseur Paul Thomas Anderson (There Will Be Blood) ausgezeichnet. Die deutschen Wettbewerbsbeiträge bleiben unprämiert.[41]

### Sonntag, 17. Februar 2008

Flagge des Kosovo

- Berlin/Deutschland: Die Jury der 58. Internationalen Filmfestspiele Berlin zeichnet den Film Tropa de Elite von Regisseur José Padilha als besten Beitrag des Festivals mit dem Goldenen Bären aus.[42]
- Kandahar/Afghanistan: Beim schlimmsten Selbstmordanschlag in der Geschichte des Landes werden in der Stadt Kandahar mindestens 80 Menschen getötet und 90 weitere verletzt.[43]
- Pristina/Serbien: Auf einer außerordentlichen Sitzung des Parlaments des Kosovo wird die Unabhängigkeit von Serbien ausgerufen. Die mehrheitlich von Albanern bewohnte ehemalige autonome Provinz in der serbischen Teilrepublik der Sozialistischen Föderativen Republik Jugoslawien und heutige Landesteil der Republik Serbien befindet sich seit Jahrzehnten in einem immer gewalttätiger werdenden Konflikt mit dem nördlichen Nachbarn, der die heutige einseitige Abspaltung nicht anerkennt.[44]

### Montag, 18. Februar 2008
- Islamabad/Pakistan: Bei den Parlamentswahlen gewinnen die oppositionellen Parteien.[45]

### Dienstag, 19. Februar 2008
- Havanna/Kuba: Staatsoberhaupt Fidel Castro kündigt seinen Rücktritt an.[46]
- Luxemburg/Luxemburg: Das Parlament nimmt das Gesetz über Sterbehilfe und assistierten Suizid an.[47]
- Tournai/Belgien: Bei einem Überfall auf die Kathedrale Notre-Dame werden insgesamt 13 Kelche, Bischofsringe und Kreuze gestohlen. Darunter ein byzantinisches Kreuz, das der Kathedrale 1205 gestiftet wurde und das einen Holzsplitter aus dem Kreuz Jesu enthalten soll. Der Gesamtwert der entwendeten Objekte wird auf 40 Millionen Euro geschätzt.[48]
- Vereinigte Staaten: Barack Obama gewinnt die Vorwahlen zur US-Präsidentschaft der Demokratischen Partei in Wisconsin und Hawaii und baut damit den Vorsprung vor Hillary Clinton weiter aus. Bei den Republikanern gewinnt John McCain in Wisconsin und in den Nachwahlen in Washington.[49]
- Zürich/Schweiz: Zwei der insgesamt vier Gemälde, die vergangene Woche aus der Bührle-Sammlung gestohlen wurden, sind auf dem Parkplatz einer Psychiatrie in Zürich wieder aufgetaucht. Es handelte sich um je ein Bild von Vincent van Gogh und Claude Monet[50]

### Mittwoch, 20. Februar 2008
- Berlin/Deutschland: Die Bundesrepublik erkennt die staatliche Souveränität des Kosovo an.
- Cape Canaveral/Vereinigte Staaten: Die Raumfähre Atlantis ist mit dem Deutschen Hans Schlegel sicher auf die Erde zurückgekehrt. Sie landete planmäßig um 15:07 Uhr MEZ in Cape Canaveral. Die Mission hatte das Forschungslabor Columbus an der Raumstation ISS befestigt.[51]
- Pazifik: Die US-Marine schießt vom Kreuzer Lake Erie nahe Hawaii den außer Kontrolle geratenen, mit giftigem Hydrazin befüllten Spionagesatelliten USA-193 in rund 250 km Höhe mithilfe einer SM-3-Rakete ab.[52]

### Donnerstag, 21. Februar 2008
- Sagaing-Region/Myanmar: Auf dem Po-Khaung-Hügel werden die 1996 begonnenen Arbeiten an der buddhistischen Statue Laykyun Setkyar beendet. Die 116 m hohe Plastik stellt den Erwachten Siddhartha Gautama dar.[53]
- Venezuela: Über den Anden ist eine venezolanische Turboprop-Maschine vom Typ ATR 42-300 des französisch-italienischen Flugzeugherstellers Avions de Transport Régional abgestürzt. Alle 46 Passagiere sind dabei ums Leben gekommen.[54]
- Totale Mondfinsternis

### Freitag, 22. Februar 2008
- Ankara/Türkei: Ministerpräsident Abdullah Gül billigt die Aufhebung des Kopftuchverbotes an türkischen Universitäten und Hochschulen.
- Braunschweig/Deutschland: Das Landgericht Braunschweig verurteilt Klaus Volkert wegen Beihilfe und Anstiftung zur Untreue zu zwei Jahren und neun Monaten Haft. Volkert bereicherte sich in der VW-Korruptionsaffäre um mehr als zwei Millionen Euro.[55]
- Irak: Die türkische Armee startete eine Bodenoffensive in den Nordirak, an der schätzungsweise 10.000 Soldaten beteiligt sind. Bei den Zusammenstößen mit der PKK kam es zu heftigen Widerständen. Nach Angaben der Türkei wird das Nachbarland als Rückzugsgebiet für Extremisten genutzt. Die PKK, die unter anderem auch seitens der EU als Terrororganisation eingestuft wird, steuert von Nordirak aus Angriffe und Anschläge in der Türkei. Dabei sterben ebenfalls immer wieder türkische Soldaten, Polizisten, kurdische Dorfschützer und Unbeteiligte.[56]
- Jülich/Deutschland: Jugene, der schnellste zivilgenutzte Supercomputer der Welt, ist im Forschungszentrum Jülich eingeweiht worden.[57]
- London/Vereinigtes Königreich: Der als „Würger von Ipswich“ bekannt gewordene Steven Wright wird wegen fünffachen Prostituiertenmordes zu lebenslanger Haft verurteilt.[58]

### Samstag, 23. Februar 2008
- New York/Vereinigte Staaten: Der ukrainische Box-Profi Wladimir Klitschko, Schwergewichtsweltmeister des Verbands International Boxing Federation, besiegt den Titelträger im Schwergewicht des Verbands World Boxing Organization Sultan Ibragimow aus Russland nach Punkten und hält nun die Titel beider Verbände.[59]

### Sonntag, 24. Februar 2008

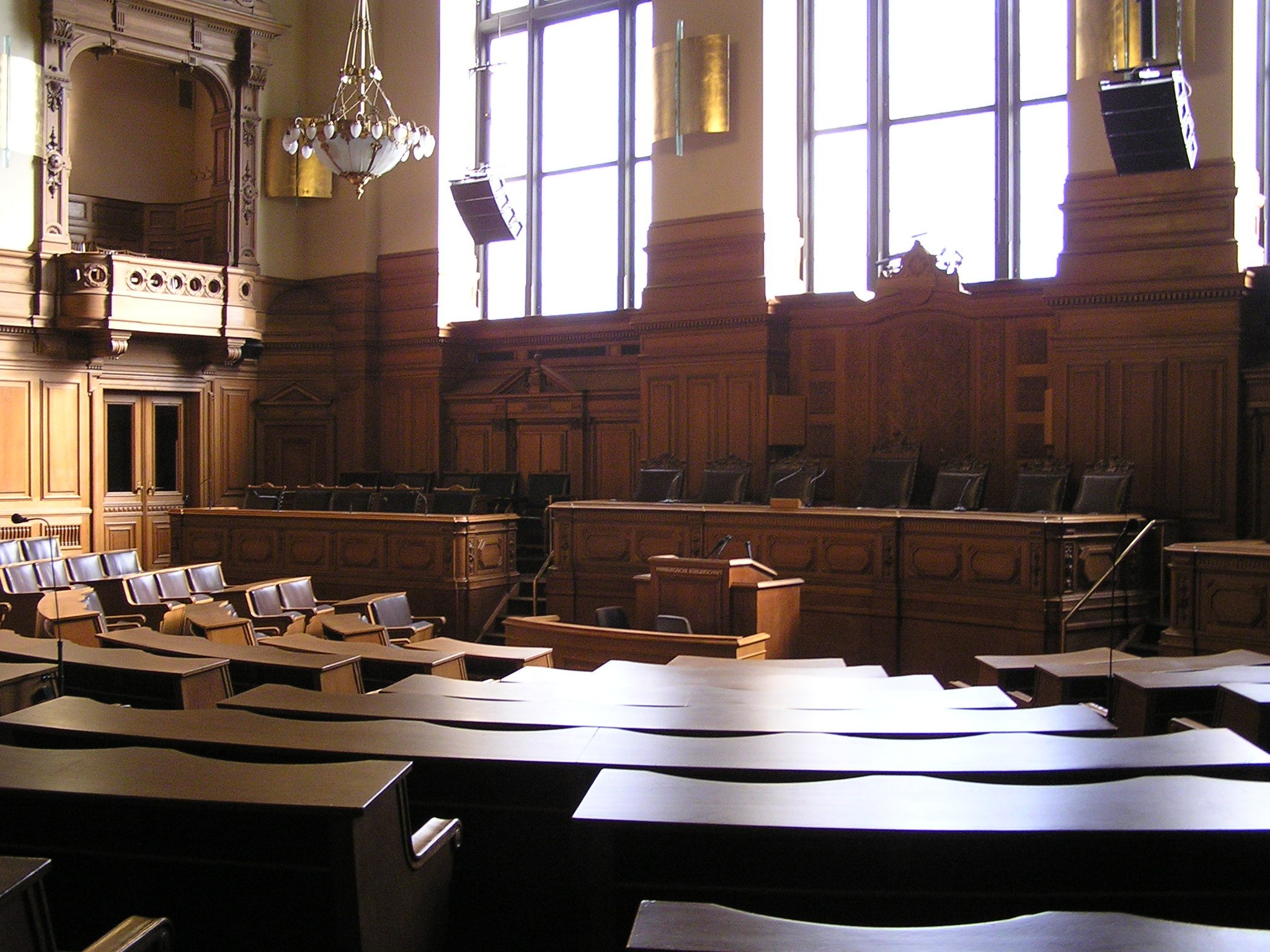
Plenarsaal der Hamburgischen Bürgerschaft

- Hamburg/Deutschland: Bei der Bürgerschaftswahl erreicht die CDU 42,6 %, die SPD 34,1 %, die Grünen 9,6 %, die Linke 6,4 % und die FDP 4,8 %. Ole von Beust kündigt gleichberechtigte Vorgespräche zu einer Koalition mit der SPD sowie den Grünen an.[60]
- Iskandirijah/Irak: In einer Gruppe schiitischer Pilger sprengt sich in der südlich von Bagdad gelegenen Stadt ein Selbstmordattentäter in die Luft und tötet dabei mindestens 40 Menschen, 60 weitere werden verletzt.[61]
- Los Angeles/Vereinigte Staaten: Bei der Oscarverleihung 2008 wird No Country for Old Men als bester Film ausgezeichnet, für den auch Ethan und Joel Coen den Oscar für die beste Regie bekommen. Daniel Day-Lewis bekommt den Oscar als bester Hauptdarsteller für seine Rolle in There Will Be Blood, Marion Cotillard für ihre Rolle in La vie en rose als beste Hauptdarstellerin. Der Oscar für den besten fremdsprachigen Film geht mit Die Fälscher zum ersten Mal an Österreich.[62]
- Nikosia/Zypern: Präsidentschaftswahl

### Montag, 25. Februar 2008
- Saarbrücken/Deutschland: Saarlands Ministerpräsident Peter Müller spricht sich nach dem durch den Bergbau ausgelösten Erdbeben der Stärke 4,0 vom Samstag für ein endgültiges Aus des saarländischen Kohleabbaus aus. Es werde kein „neues Experiment mit offenem Ausgang geben“, sagte er.[63]
- Vaduz/Liechtenstein: Die Steueraffäre in Deutschland 2008 erfasst weitere liechtensteinische Banken, neben der LGT-Bank des liechtensteinischen Fürstenhaus unter anderem auch das liechtensteinische Tochterunternehmen der schweizerischen Bank Vontobel.[64]

### Dienstag, 26. Februar 2008
- Hannover/Deutschland: Der Landtag wählt Christian Wulff (CDU) zum zweiten Mal zum Ministerpräsidenten von Niedersachsen.[65]
- Spitzbergen/Norwegen: Die weltweite Saatgutbank Svalbard Global Seed Vault wird offiziell eingeweiht.[66]

### Mittwoch, 27. Februar 2008

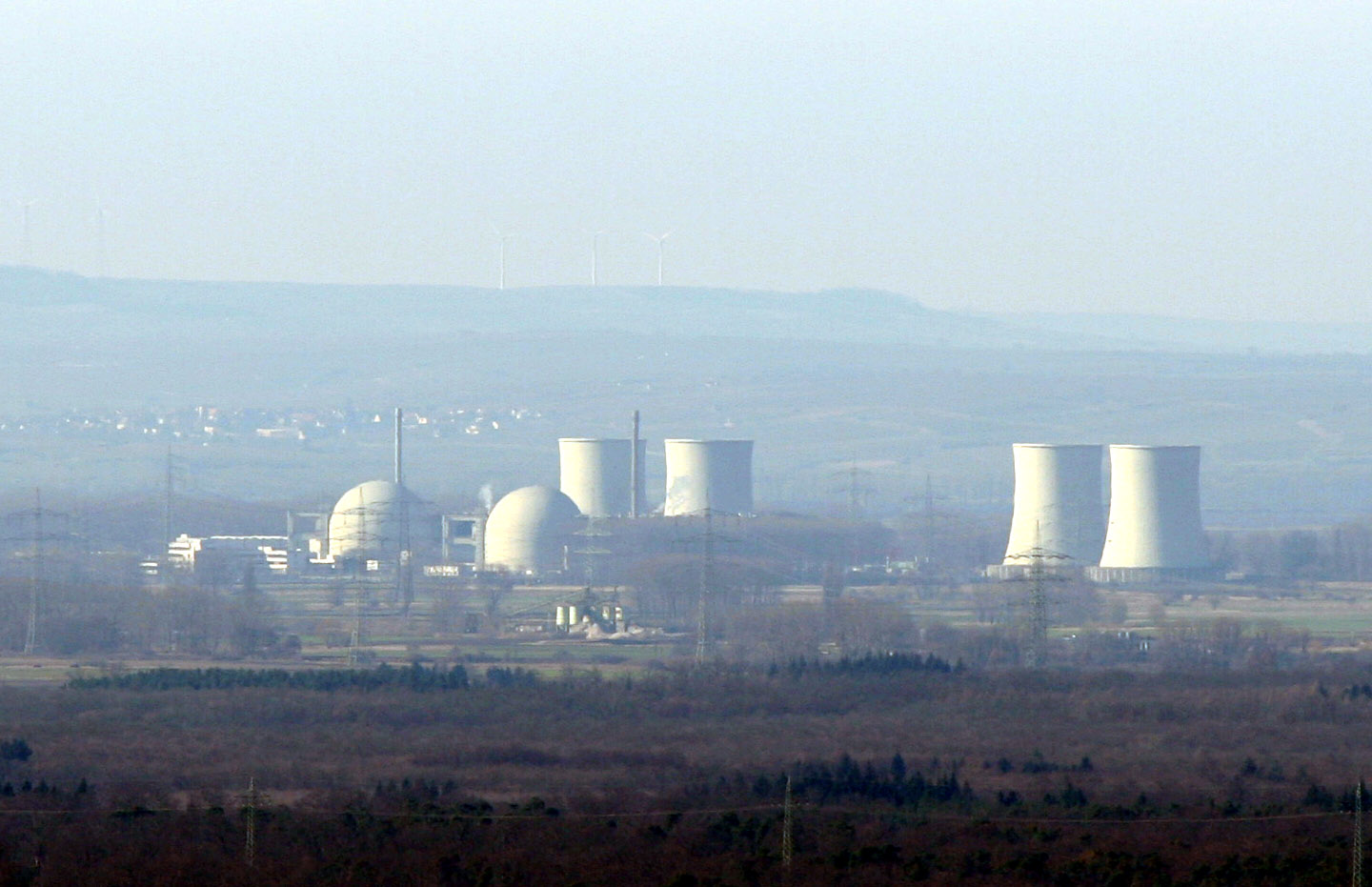
Die Oberrheinische Tiefebene bei Biblis

- Bern/Schweiz, Wien/Österreich: Die Eidgenossenschaft und die Bundesrepublik erkennen die staatliche Souveränität des Kosovo an.
- Brüssel/Belgien: Gegen das Unternehmen Microsoft wird eine Geldbuße von 899 Millionen Euro verhängt. Es ist die höchste je gegen ein einzelnes Unternehmen erlassene Strafe der EU-Kommission.[67]
- Frankfurt am Main/Deutschland: Das Unternehmen RWE unterliegt im Rechtsstreit zur Verlängerung der Laufzeit des Kernkraftwerks Biblis A.[68]
- Karlsruhe/Deutschland: Das Bundesverfassungsgericht erklärt die Praxis der Online-Durchsuchung mit dem Grundgesetz nur für vereinbar, wenn es tatsächliche Anhaltspunkte für eine konkrete Gefahr für ein überragend wichtiges Rechtsgut gebe.[69]

### Freitag, 29. Februar 2008
- Deutschland: Orkan Emma erreicht Deutschland; der Wind wird im Laufe des 1. März bis zu 12 bf erreichen.
- Hamburg/Deutschland: Die in Deutschland lebende armenische Boxerin Susianna Kentikian verteidigt ihren doppelten WM-Gürtel im Fliegengewicht gegen die Philippinerin Sarah Goodson.

## Weblinks

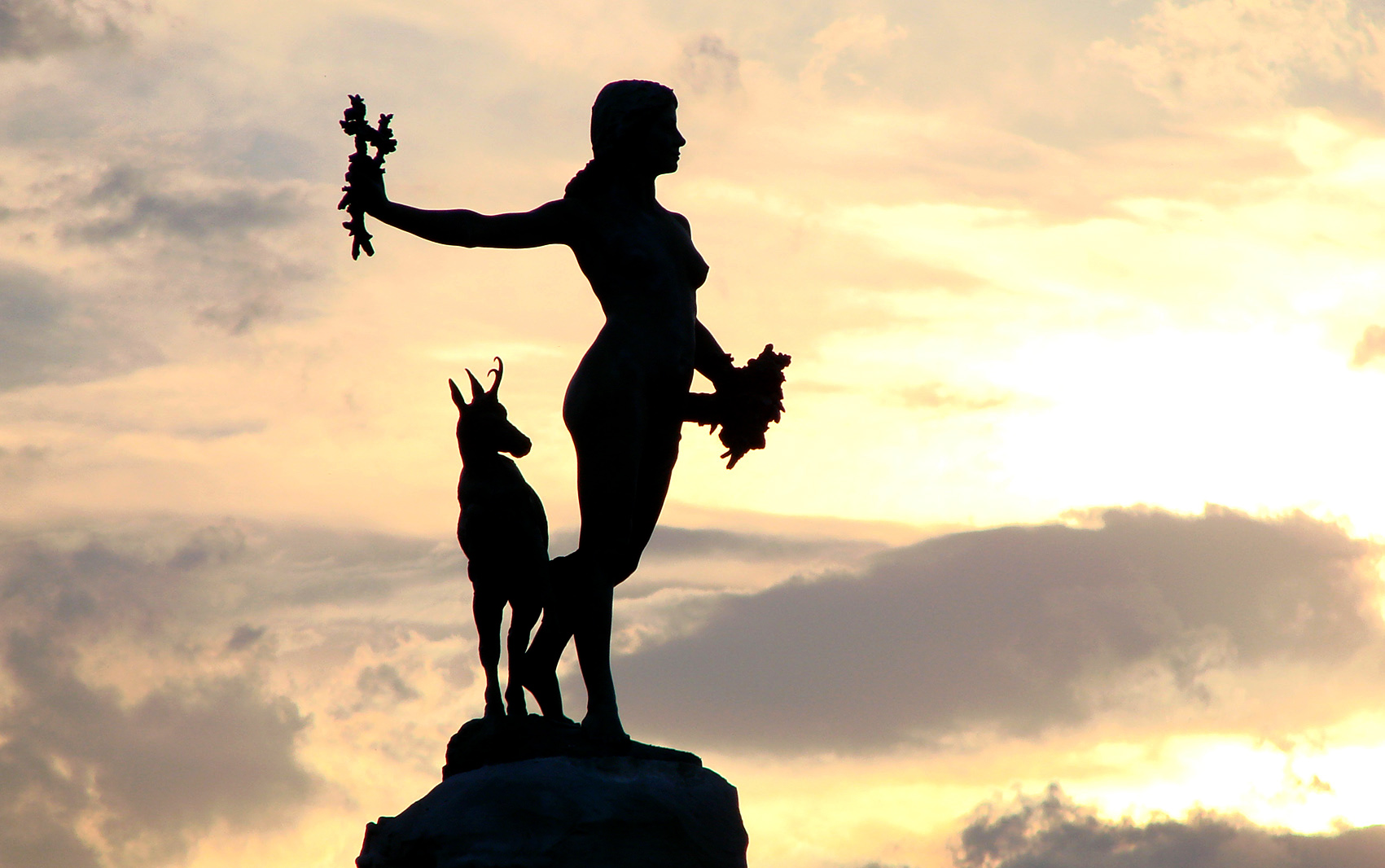
Frankreich im Februar 2008